# Pretending (canción de Eric Clapton)
«Pretending» es una canción del músico británico Eric Clapton, publicada en el álbum de estudio Journeyman. La canción, compuesta por Jerry Lynn Williams, fue publicada como primer sencillo del álbum, con el tema «Hard Times» como cara B, y alcanzó el puesto 55 en la lista estadounidense Billboard Hot 100, convirtiéndose en el sencillo más exitoso del álbum. También alcanzó el primer puesto en la lista Hot Mainstream Rock Tracks. En los Países Bajos, llegó al puesto tres de la lista Dutch Top 40.
La canción comienza con una intro de piano y tiene un marcado uso del pedal wah wah, tocado por Clapton en la guitarra eléctrica y descrito por el autor Marc Roberty como «superlativo». Roberty criticó la batería de Steve Ferrone por ser demasiado dura, mientras que el crítico Matthew Greenwald de Allmusic destacó los «ganchos de guitarra» y la «gran voz» de Clapton en la canción.

## Lista de canciones
| Vinilo de 7" |                                     |          |  |
| N.º          | Título                              | Duración |  |
| 1.           | «Pretending» (Edit)                 | 4:13     |  |
| 2.           | «Before You Accuse Me» (LP Versión) | 3:55     |  |

| Vinilo de 12" y CD |                        |          |  |
| N.º                | Título                 | Duración |  |
| 1.                 | «Pretending» (Edit)    | 4:13     |  |
| 2.                 | «Hold On»              | 4:55     |  |
| 3.                 | «Before You Accuse Me» | 3:55     |  |

## Posición en listas
| Lista (1989)                                          | Posición |
| ----------------------------------------------------- | -------- |
| Canadá (RPM Top Singles)                              | 24       |
| Estados Unidos (Billboard Hot Mainstream Rock Tracks) | 1        |
| Estados Unidos (Billboard Hot 100)                    | 55       |
| Países Bajos (Dutch Top 40)                           | 3        |
| Reino Unido (OCC)                                     | 96       |